# William Saroyan
William Saroyan [serojen] (31. srpna 1908 Fresno, Kalifornie – 18. května 1981 Fresno, Kalifornie) byl americký prozaik, básník a dramatik arménského původu.
Narodil se v Kalifornii emigrantům z Arménie. Po smrti otce v roce 1911 byla jeho matka nucena kvůli špatné situaci dát své čtyři děti do sirotčince. Saroyan se domů vrátil až v roce 1916. Zde Saroyan absolvoval základní školu a dále již nestudoval.
Své první literární pokusy začal mladý Saroyan posílat do anglické přílohy bostonského časopisu Arménů Hairenik (Země Arménů). Podepisoval se tehdy jako Sirak Goryan – Sirak bylo tehdy častým jménem v jeho příbuzenstvu a Goryan je jméno arménského spisovatele.
William Saroyan se, stejně jako jeho hrdinové, celý život potýkal s finančními problémy, které byly způsobeny jeho účastí v různých hazardních hrách, ale i dobročinných akcích.
Roku 1940 odmítl Pulitzerovu cenu – údajně proto, že měl nedůvěru v umělecká ocenění.
Byl dvakrát ženatý (se stejnou ženou) a měl dvě děti.

## Dílo
- Odvážný mladý muž na létající hrazdě (1934) – kniha vypráví o muži v ekonomické tísni (nemá co jíst, žebrá, ale nikdo mu nic nedá), který jednoho dne najde centík – taková mince je pro něj sice nemá žádný význam (nic si za ni nekoupí), přesto se z ní raduje. Toho dne večer "odejde s ladností muže na létající hrazdě", tedy zemře.
- Trable s tygry (1938)
- Jmenuji se Aram (1940; My Name Is Aram) – povídky
- Lidská komedie (1943) – původně psáno jako filmový scénář, film byl téhož roku natočen režisérem Clarencem Brownem a oceněn Oskarem. Hrdinou tohoto románu je čtrnáctiletý chlapec, který pracuje během 2. světové války jako poštovní poslíček. Kniha je spojení několika příběhů s ústřední postavou Homéra. Ten se pak stává účastníkem mnoha tragédií – oznámení úmrtí vojáka (jeho staršího bratra), ale přesto věří, že svět je jako člověk – dobrý i zlý a takový, jakým ho člověk udělá. V roce 2015 byl román námětem filmu Dopisy z války.
- Dobrodružství Wesleye Jacksona (1947; The Adventures of Wesley Jackson)
- Tracyho tygr (1951) – novela vyprávějící o mladíkovi jménem Thomas Tracy, který měl tygra. Tygr je zde abstraktní pojem, nejedná se o skutečné zvíře. Můžeme si ho představit jako symbol nekonvenčnosti, živelnosti, energie, mládí… Každý čtenář si pod pojmem „tygr“ bude představovat něco jiného. Autor sám končí příběh slovy „…a tygrem, jenž je láska“. Zároveň je však zde druhá rovina, kde tygr je skutečným zvířetem, kterého všichni vidí. Saroyan v této knize popírá hranici mezi realitou a fikcí a smyslem a nesmyslem.
- Mami, mám Tě ráda (1956)
- Tati, tobě přeskočilo (1957) – knihu lze označit za velice humanistickou. Jde o 63 krátkých rozhovorů otce s desetiletým synem Petrem. Petr je vypravěč a komentátor dějů okolo sebe – je to vlastně dětský pohled na svět.
- O neumírání (1963; Not Dying) – autobiografické příběhy
- Náhodná setkání (1978; Chance Meetings)
- Nekrology (1979)
- Srdce na vysočině
- Kluci a holky, když jsou spolu (1995)
- Zápisky o životě, smrti a útěku na Měsíc (2001)

### Drama
- Mé srdce je v horách (1938; My Heart's in the Highlands)
- Čas tvého života (1939; The Time of Your Life)
- Stará sladká píseň lásky (1940; Love's Old Sweet Song)
- Jim Dandy hladovějící tlouštík (1947; Jim Dandy Fat Man in a Famine)
- Jeskynní lidé (1958; The Cave Dwellers)